# Two Sides of Peter Banks
 (octobre 2023).
Si vous disposez d'ouvrages ou d'articles de référence ou si vous connaissez des sites web de qualité traitant du thème abordé ici, merci de compléter l'article en donnant les références utiles à sa vérifiabilité et en les liant à la section « Notes et références ».
 (octobre 2023).
La mise en forme du texte ne suit pas les recommandations de Wikipédia : il faut le « wikifier ».
Les points d'amélioration suivants sont les cas les plus fréquents :
- Les titres sont pré-formatés par le logiciel. Ils ne sont ni en capitales, ni en gras.
- Le texte ne doit pas être écrit en capitales (les noms de famille non plus), ni en gras, ni en italique, ni en « petit »…
- Le gras n'est utilisé que pour surligner le titre de l'article dans l'introduction, une seule fois.
- L'italique est rarement utilisé : mots en langue étrangère, titres d'œuvres, noms de bateaux, etc.
- Les citations ne sont pas en italique mais en corps de texte normal. Elles sont entourées par des guillemets français : « et ».
- Les listes à puces sont à éviter, des paragraphes rédigés étant largement préférés. Les tableaux sont à réserver à la présentation de données structurées (résultats, etc.).
- Les appels de note de bas de page (petits chiffres en exposant, introduits par l'outil «  Source ») sont à placer entre la fin de phrase et le point final[comme ça].
- Les liens internes (vers d'autres articles de Wikipédia) sont à choisir avec parcimonie. Créez des liens vers des articles approfondissant le sujet. Les termes génériques sans rapport avec le sujet sont à éviter, ainsi que les répétitions de liens vers un même terme.
- Les liens externes sont à placer uniquement dans une section « Liens externes », à la fin de l'article. Ces liens sont à choisir avec parcimonie suivant les règles définies. Si un lien sert de source à l'article, son insertion dans le texte est à faire par les notes de bas de page.
- La présentation des références doit suivre les conventions bibliographiques. Il est recommandé d'utiliser les modèles {{Ouvrage}}, {{Chapitre}}, {{Article}}, {{Lien web}} et/ou {{Bibliographie}}. Le mode d'édition visuel peut mettre en forme automatiquement les références.
- Insérer une infobox (cadre d'informations à droite) n'est pas obligatoire pour parachever la mise en page.

Pour une aide détaillée, merci de consulter Aide:Wikification.
Si vous pensez que ces points ont été résolus, vous pouvez retirer ce bandeau et améliorer la mise en forme d'un autre article.
Albums de Peter Banks
Instinct
(1994)

Two Sides of Peter Banks est le premier album studio de Peter Banks. Il présente les contributions de différents musiciens de rock progressif, soit Phil Collins, Steve Hackett, John Wetton ainsi que Ray Bennett et Mike Hough du groupe Flash. Avant d'enregistrer cet album, Peter Banks fut guitariste du groupe The Syn, puis du groupe Yes avant d'être remplacé par Steve Howe. Après avoir été viré de Yes en 1970, il a formé le groupe Flash, entre 1971 et 1973.

## Aperçu
L'album présente un groupe de musiciens invités, dont Phil Collins, Steve Hackett de Genesis et John Wetton de King Crimson. L'album entier a été écrit et enregistré avec le guitariste néerlandais Jan Akkerman (de Focus). Les six premiers morceaux constituent une suite (les premiers thèmes sont récapitulés vers la fin) allant de duos acoustiques (Vision of the King) à de véritables numéros de rock progressif instrumental (Knights, Knights (Reprise)) qui présentent des similitudes avec l'album solo de Steve Hackett en 1975 Voyage of the Acolyte. Beyond the Loneliest Sea a été composé par Akkerman, tandis que Stop That! est un jam prolongé mettant en vedette les solos de Banks et Akkerman. L'album est entièrement instrumental, Banks jouant principalement la guitare et également des synthétiseurs ARP 2600 et du Minimoog ainsi que du piano électrique.

## Liste des titres
| 1. | Vision of the King                                         | Jan Akkerman, Peter Banks | 1:25 |
| 2. | The White House Vale - a. The Hill - b. Lord of the Dragon | Peter Banks               | 7:13 |
| 3. | Knights - a. The Falcon - b. The Bear                      | Peter Banks               | 6:53 |
| 4. | Battles                                                    | Jan Akkerman, Peter Banks | 2:23 |
| 5. | Knights (Reprise)                                          | Peter Banks               | 2:13 |
| 6. | Last Eclipse                                               | Jan Akkerman, Peter Banks | 2:28 |

| 1. | Beyond the Loneliest Sea | Jan Akkerman              | 3:04  |
| 2. | Stop That!               | Jan Akkerman, Peter Banks | 13:41 |
| 3. | Get Out of My Fridge     | Jan Akkerman, Peter Banks | 3:20  |

## Musiciens
Adapté de AllMusic. 
- Peter Banks - Guitare électrique, guitare acoustique, Synthétiseur ARP 2600, Minimoog, piano électrique, production
- Jan Akkerman - guitare électrique (1, 4, 6, 8, 9) guitare acoustique (7)
- Steve Hackett - guitare électrique (5)
- John Wetton (crédité sous le nom de John Whetton) - basse (5)
- Ray Bennett - basse (3, 4, 5, 8, 9)
- Mike Hough - batterie (3)
- Phil Collins - batterie (4, 5, 8, 9)